# Adolf Thiel
Pour les articles homonymes, voir Thiel.

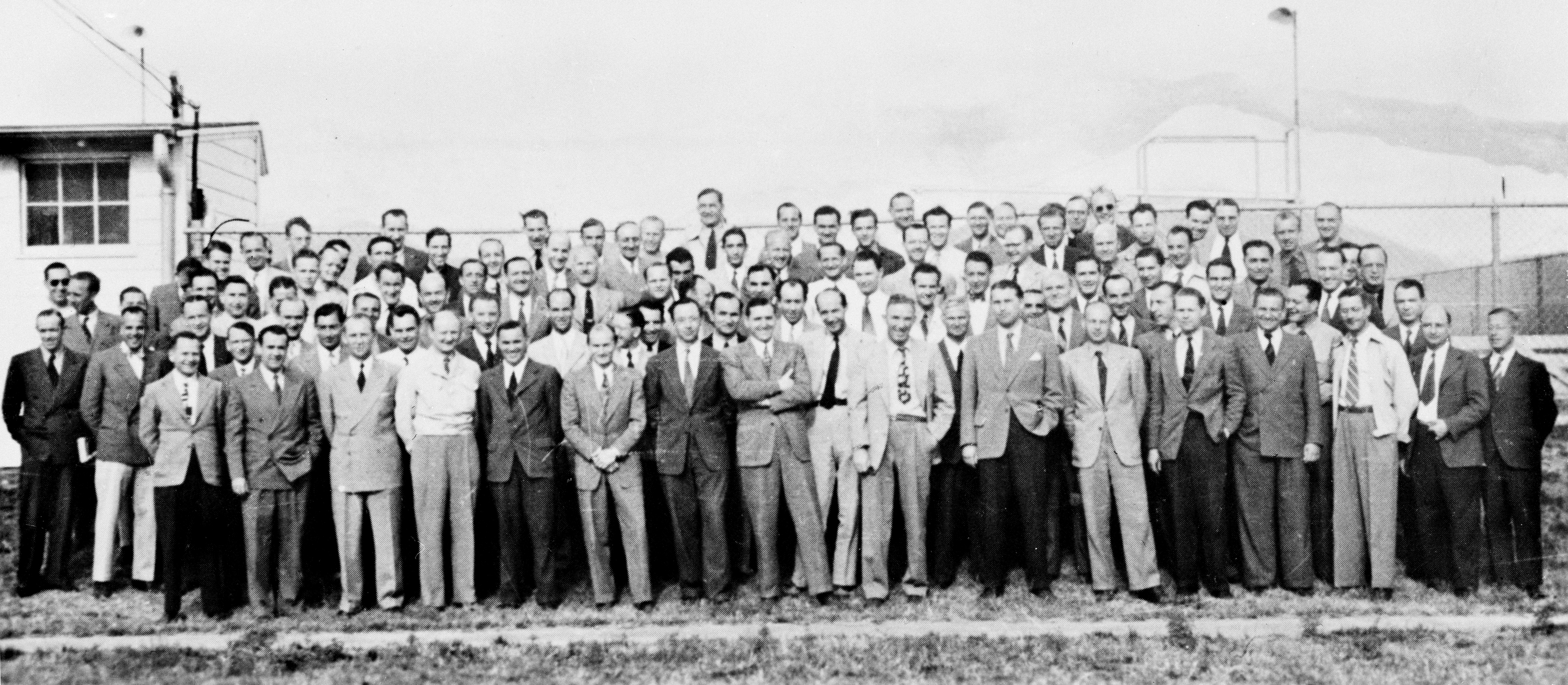
Adolf Thiel figure dans la troisième rangée sur cette photo des spécialistes allemands des fusées exfiltrés aux États-Unis dans le cadre de l'opération Paperclip.

 Adolf Thiel est un ingénieur germano-américain né le 12 février 1915 et décédé le 2 juin 2001 à Rancho Palos Verdes en Californie, spécialiste du guidage des missiles. 
Il participe durant la Seconde Guerre mondiale au développement du missile anti-aérien Wasserfall à Peenemünde. À la fin du conflit, il est exfiltré par les Américains avec les spécialistes allemands des fusées de l'équipe de Wernher von Braun dans le cadre de l'opération Paperclip. Il travaille par la suite aux États-Unis durant 10 ans pour l'Armée de Terre américaine à la conception de  missiles balistiques à courte et moyenne portée notamment la fusée Redstone. Il intègre en 1955 la société Space Technology Laboratories absorbée par la suite par TRW. Il est responsable du développement du missile balistique Thor reconverti rapidement en premier étage du lanceur éponyme. Il est responsable des projets spatiaux lorsque sa société réalise les deux premières sondes interplanétaires Explorer 6 (1959) et Pioneer 5 (1961). Il supervise tous les programmes spatiaux de TRW durant la décennie 1970. Il prend sa retraite en tant que vice président en 1980 et devient consultant dans les comités de planification de TRW et la NASA. Il était membre de l'American Astronautical Society depuis 1968.
Il est parfois confondu avec un autre allemand contemporain également spécialiste des fusées Walter Thiel.